# Литванија на Светском првенству у атлетици на отвореном 2023.
Литванија је на 19. Светском првенству у атлетици на отвореном 2023. одржаном у Будимпешти од 19. до 27. августа учествовала шеснаести пут, односно, учествовала је под данашњим именом на свим првенствима од 1993. до данас. Репрезентацију Литваније представљало је 16 атлетичара (6 мушкараца и 10 жена), који су се такмичили у 13 дисциплина (4 мушке и 9 женских).  , 
На овом првенству представници Литваније су освојили 1 медаљу (1 бронзана). Овим успехом Литванија је делила 39. место у укупном пласману освајача медаља 
У табели успешности према броју и пласману такмичара који су учествовали у финалним такмичењима (првих 8 такмичара) Литванија је са 3 учесника у финалу делила 37. место са 10 бодова.
| Пл.  | Земља     | 1. место | 2. место | 3. место | 4. место | 5. место | 6. место | 7. место | 8. место | Бр. фин. | Бод. |
| ---- | --------- | -------- | -------- | -------- | -------- | -------- | -------- | -------- | -------- | -------- | ---- |
| =37. | Литванија | 0        | 0        | 1        | 0        | 0        | 1        | 0        | 1        | 3        | 10   |

## Учесници
| Мушкарци: - Гедиминас Трускаускас — 200 м - Мариус Жиукас — 20 км ходање - Миколас Алекна — Бацање диска - Андријус Гуџијус — Бацање диска - Мартинас Алекна — Бацање диска - Едис Матусевичијус — Бацање копља | Жене: - Модеста Јусте Мораускаите — 400 м - Габија Галвидите — 800 м - Лорета Канчите — Маратон - Грета Каринаускаите — 3.000 метара препреке - Аустеја Кавалиаускаите — 35 км ходање - Ајрине Палшуте — Скок увис - Довиле Килти — Троскок - Аина Грикшаите — Троскок - Иева Заранкаите — Бацање диска - Ливета Јасиунаите — Бацање копља |  |

## Освајачи медаља (1)

### Бранза (1)
- Миколас Алекна — Бацање диска

## Резултати

### Мушкарци
| Атлетичар             | Дисциплина   | Лични рекорд | Квалификације | Квалификације | Полуфинале           | Полуфинале           | Финале               | Финале          | Детаљи |
| Атлетичар             | Дисциплина   | Лични рекорд | Резултат      | Место         | Резултат             | Место                | Резултат             | Место           | Детаљи |
| --------------------- | ------------ | ------------ | ------------- | ------------- | -------------------- | -------------------- | -------------------- | --------------- | ------ |
| Гедиминас Трускаускас | 200 м        | 20,48 НР     | 20,90(.893)   | 7. у гр. 1    | Није се квалификовао | Није се квалификовао | Није се квалификовао | 39 / 54 (57)    |        |
| Мариус Жиукас         | 20 км ходање | 1:20:31 НР   |               |               |                      |                      | Дисквалификован      | Дисквалификован |        |
| Миколас Алекна        | Бацање диска | 71,00        | 66,04 кв      | 2. у гр. А    |                      |                      | 68,85                |                 |        |
| Андријус Гуџијус      | Бацање диска | 69,59        | 65,50 кв      | 3. у гр. Б    | 66,16                | 6 / 35               |                      |                 |        |
| Мартинас Алекна       | Бацање диска | 67,23        | 62,57         | 10. у гр. А   | Није се квалификовао | 20 / 35              |                      |                 |        |
| Едис Матусевичијус    | Бацање копља | 89,17 НР     | 82,35 кв      | 3. у гр. Б    | 82,29                | 8 / 34 (37)          |                      |                 |        |

### Жене
| Атлетичарка               | Дисциплина       | Лични рекорд | Квалификаије  | Квалификаије | Полуфинале            | Полуфинале            | Финале                | Финале       | Детаљи |
| Атлетичарка               | Дисциплина       | Лични рекорд | Резултат      | Место        | Резултат              | Место                 | Резултат              | Место        | Детаљи |
| ------------------------- | ---------------- | ------------ | ------------- | ------------ | --------------------- | --------------------- | --------------------- | ------------ | ------ |
| Модеста Јусте Мораускаите | 400 м            | 50,49        | 51,06 КВ, ЛРС | 5. у гр. 6   | 52,15                 | 8. у гр. 2            | Није се квалификовала | 24 / 48      |        |
| Габија Галвидите          | 800 м            | 2:00,29      | 2:00,79       | 4. у гр. 3   | Није се квалификовала | Није се квалификовала | Није се квалификовала | 28 / 56      |        |
| Ребека Чептегеј           | Маратон          | 2:30:48      |               |              |                       |                       | 2:38:52               | 46 / 65 (78) |        |
| Грета Каринаускаите       | 3.000 м препреке | 9:26,88      | 9:30,28       | 6. у гр. 3   |                       |                       | Није се квалификовала | 21 / 35      |        |
| Аустеја Кавалиаускаите    | 35 км ходање     | 2:58:25      |               |              |                       |                       | 3:08:11               | 33 / 36 (47) |        |
| Ајрине Палшуте            | Скок увис        | 2,01         | 1,85          | 10. у гр. А  |                       |                       | Нису се квалификовале | 20 / 34 (35) |        |
| Довиле Килти              | Троскок          | 14,28        | 13,87         | 12. у гр. А  | 20 / 36               |                       | Нису се квалификовале |              |        |
| Аина Грикшаите            | Троскок          | 14,08        | 13,66         | 16. у гр. Б  | 33 / 36               |                       | Нису се квалификовале |              |        |
| Иева Заранкаите           | Бацање диска     | 62,08        | 59,98         | 9. у гр. А   | 14 / 37               |                       | Нису се квалификовале |              |        |
| Ливета Јасиунаите         | Бацање копља     | 63,98 НР     | 59,00         | 6. у гр. Б   | 14 / 27 (29)          |                       | Нису се квалификовале |              |        |